# Los delincuentes
Los delincuentes is een Argentijns-Chileens-Braziliaans-Luxemburgse heistfilm uit 2023, geregisseerd en geschreven door Rodrigo Moreno.

## Verhaal
Morán is een onopvallende bankbediende en een kwart eeuw voor zijn pensioen heeft hij beslist om de bank waar hij werkt te beroven. Hij steelt 650.000 dollar, wat tweemaal het bedrag is dat hij tot zijn pensioen zou verdienen. Na drie jaar achter de tralies zal hij dan de volgende 22 jaar niet meer hoeven te werken, maar wel betaald worden. Hij zal zeker opgepakt worden want Morán is namelijk van plan zich aan te geven en de diefstal te bekennen, zonder te verklappen waar hij de buit verstopt heeft. Aan zijn collega Román vraagt hij om het geld te verstoppen terwijl hij zijn celstraf uitzit en de helft van het geld is voor hem, het andere deel voor Román. Román krijgt zelfs niet de kans om na te denken over het voorstel, want zijn collega zegt dat hij bij een weigering de autoriteiten zal wijsmaken dat ze de diefstal samen beraamd hebben.

## Rolverdeling
| Acteur            | Personage    |
| ----------------- | ------------ |
| Daniel Elias      | Morán        |
| Esteban Bigliardi | Román        |
| Margarita Molfino | Norma        |
| Germán de Silva   | Del Toro     |
| Laura Paredes     | Laura Ortega |

## Productie
Los delincuentes ging op 18 mei 2023 in première op het Filmfestival van Cannes in de sectie Un Certain Regard. De film won op 20 oktober 2023 de Grand Prix voor Beste Film op het Film Fest Gent.
De film kreeg overwegend positieve kritieken van de filmcritici, met een score van 85% op Rotten Tomatoes, gebaseerd op 33 beoordelingen. Los delincuentes werd door Argentinië geselecteerd als inzending voor beste internationale film voor de 96ste Oscaruitreiking.

## Prijzen en nominaties
De belangrijkste:
| Jaar | Prijs                 | Categorie                                      | Genomineerde(n) | Uitslag  |
| ---- | --------------------- | ---------------------------------------------- | --------------- | -------- |
| 2023 | Film Fest Gent        | Grand Prix voor Beste Film                     | Rodrigo Moreno  | Gewonnen |
| 2023 | Filmfestival van Lima | Beste regie                                    | Rodrigo Moreno  | Gewonnen |
| 2023 | Filmfestival van Lima | International Critics' Jury Award - Beste Film | Rodrigo Moreno  | Gewonnen |
| 2023 | Filmfestival van Lima | APRECI Award for Best Film - Honorable Mention | Rodrigo Moreno  | Gewonnen |